# Jour de noces (film, 1930)
Pour les articles homonymes, voir Jour de noces.
Jour de noces est un film français réalisé par Maurice Gleize, sorti en 1930.

## Fiche technique
- Titre : Jour de noces
- Réalisation : Maurice Gleize
- Pays : France
- Société de production : C.I.C.
- Format : Noir et blanc - Son mono
- Durée : 34 minutes
- Année de sortie : 1930

## Distribution
- Jean Dalbe : le jeune marié
- Yvette Bechoff : la jeune mariée
- Madeleine Guitty
- Monique Rolland
- Lys Gauty
- Alexandre fils